# NGC 7685
NGC 7685 (również PGC 71628 lub UGC 12638) – galaktyka spiralna z poprzeczką (SBc), znajdująca się w gwiazdozbiorze Ryb. Odkrył ją William Herschel 30 sierpnia 1785 roku.